# Hjältevad
Hjältevad est une localité de Suède située dans la commune d'Eksjö du comté de Jönköping. Elle couvre une superficie de 1,03 km2. En 2010, elle compte 335 habitants.